# Ảnh chụp UFO McMinnville

Một trong những bức ảnh chụp UFO của McMinnville.

Ảnh chụp UFO McMinnville, còn gọi là bức ảnh UFO Trent do một cặp vợ chồng nông dân tên là Paul và Evelyn Trent chụp lại ở gần McMinnville, Oregon nước Mỹ vào ngày 11 tháng 5 năm 1950. Số ảnh này đều được in lại trên tạp chí Life và trên các tờ báo trên toàn quốc, và thường được coi là một trong những bức ảnh nổi tiếng nhất từng được chụp về UFO. Những người hoài nghi về UFO coi những bức ảnh này là một trò lừa bịp, mặc dù nhiều nhà nghiên cứu UFO tiếp tục tranh luận rằng bức ảnh này thực sự mô tả một vật thể bay không xác định ba chiều có thật trên bầu trời.

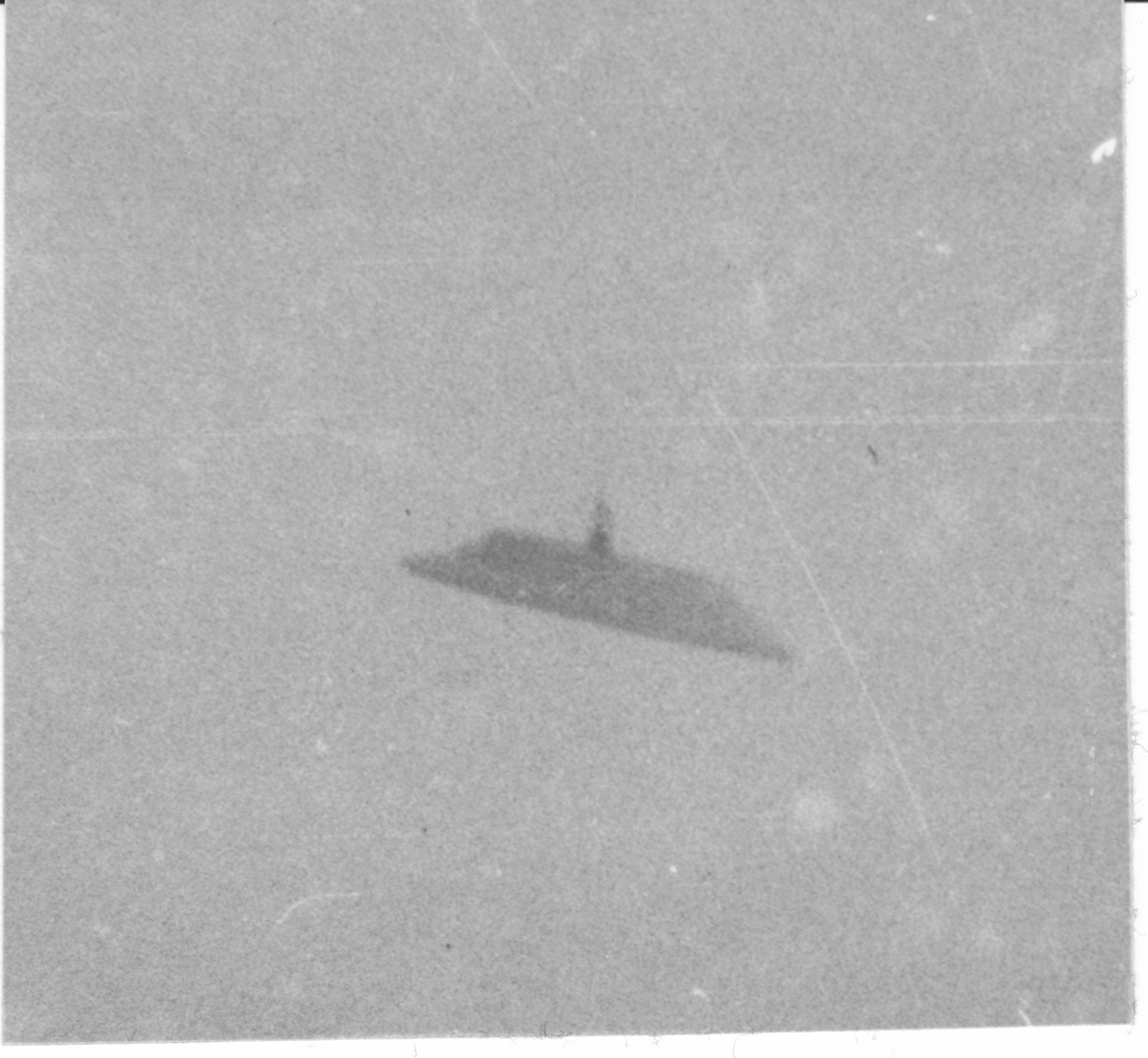
Độ phóng đại của hình ảnh UFO Trent thứ hai.

Mặc dù những hình ảnh này được gọi là "Ảnh chụp UFO McMinnville", nông trại Trent thực sự nằm ngay bên ngoài Sheridan, Oregon, cách McMinnville, thị trấn lớn hơn gần nhất, khoảng 9 dặm (15 km) về phía tây nam.
Theo lời kể của nhà thiên văn học William K. Hartmann, vào lúc 7 giờ 30 phút tối ngày 11 tháng 5 năm 1950, Evelyn Trent đang đi bộ trở lại nông trại sau khi cho thỏ ăn trong lồng. Trước khi đặt chân về nhà mình, bà bất chợt nhận thấy một vật thể hình đĩa làm bằng kim loại, đang di chuyển chậm dần nhắm về hướng bà từ phía đông bắc. Bà liền hét lên cho chồng mình tên Paul lúc này đang ở trong nhà; ông chồng khai rằng khi vừa ra khỏi nhà thì ông cũng thấy được vật thể này. Sau khi quan sát vật thể lạ trong một thời gian ngắn, ông chồng bèn quay trở lại nhà mình để lấy một chiếc máy ảnh; ông ấy cho biết ông đã kịp chụp được hai bức ảnh của vật thể này trước khi nó phóng đi về phía tây. Cha của Paul Trent cũng xác nhận mình đã ngắm sơ qua vật thể này trước khi nó biến mất tăm hơi.
Phiên bản của Hartmann về vụ việc bắt nguồn từ cuộc phỏng vấn mà Trents dành cho Lou Gillette, người dẫn chương trình của đài phát thanh KMCM (sau đổi thành KLYC), và được trích dẫn trên tờ The Oregonian vào ngày 10 tháng 6 năm 1950. Tuy vậy, Trents đã đưa ra một phiên bản hơi khác của sự kiện này lên tờ báo địa phương ở McMinnville mang tên Telephone Register, hai ngày trước đó vào ngày 8 tháng 6 năm 1950. Trong phiên bản đó, Evelyn Trent nói rằng "Chúng tôi đã ở ngoài sân sau. Cả hai chúng tôi đều nhìn thấy vật thể đó cùng một lúc. Máy ảnh! Paul nghĩ rằng nó ở trong ô tô nhưng tôi chắc là nó đang ở trong nhà. Tôi đã đúng—và chiếc máy ảnh hiệu Kodak được nạp đầy phim..."